# Дерайтер (Нью-Йорк)
Дерайтер (англ. DeRuyter) — місто (англ. town) в США, в окрузі Медісон штату Нью-Йорк. Населення — 1276 осіб (2020).

## Демографія
Згідно з переписом 2010 року, у місті мешкало 1589 осіб у 635 домогосподарствах у складі 440 родин. Було 955 помешкань
Расовий склад населення:
| - 98,6 % — білих - 0,3 % — корінних американців - 0,3 % — чорних або афроамериканців - 0,2 % — азіатів |

До двох чи більше рас належало 0,7 %. Частка іспаномовних становила 0,4 % від усіх жителів.
За віковим діапазоном населення розподілялося таким чином: 24,7 % — особи молодші 18 років, 59,4 % — особи у віці 18—64 років, 15,9 % — особи у віці 65 років та старші. Медіана віку мешканця становила 42,8 року. На 100 осіб жіночої статі у місті припадало 94,0 чоловіків;  на 100 жінок у віці від 18 років та старших — 97,0 чоловіків також старших 18 років.
Середній дохід на одне домашнє господарство  становив 63 018 доларів США (медіана — 56 563), а середній дохід на одну сім'ю — 78 225 доларів (медіана — 72 639). Медіана доходів становила 50 982 долари для чоловіків та 38 333 долари для жінок. За межею бідності перебувало 14,7 % осіб, у тому числі 26,0 % дітей у віці до 18 років та 7,2 % осіб у віці 65 років та старших.
Цивільне працевлаштоване населення становило 577 осіб. Основні галузі зайнятості: освіта, охорона здоров'я та соціальна допомога — 23,2 %, будівництво — 13,0 %, транспорт — 10,1 %, роздрібна торгівля — 9,5 %.